# کیم آه یونگ
کیم آه یونگ (کره‌ای: 김아영؛ زادهٔ ۳۱ اکتبر ۱۹۹۴) بازیگر اهل کره جنوبی است.

## فیلم‌شناسی

### مجموعه تلویزیونی
| سال  | عنوان                   | نقش                      | توضیحات                | منابع |
| ---- | ----------------------- | ------------------------ | ---------------------- | ----- |
| ۲۰۲۱ | لحظه‌ای که قلب می‌درخشد   | پارک جی هه               |                        | [ ۱ ] |
| ۲۰۲۳ | آیدل بهشتی              | کارمند ال‌ال‌ام انترتینمنت | حضور افتخاری           | [ ۲ ] |
| ۲۰۲۳ | به سامدالری خوش آمدید   | گو اون بی                |                        | [ ۳ ] |
| ۲۰۲۴ | یک روز خوب برای سگ بودن | دو مین کیونگ             | حضور افتخاری (قسمت ۱۴) | [ ۴ ] |
| ۲۰۲۴ | خانم شب و روز           | دو گا یونگ               |                        | [ ۵ ] |
| ۲۰۲۴ | قاضی جهنمی              | لی آه رونگ               |                        | [ ۶ ] |
| ۲۰۲۴ | سگ همه چیزو می‌دونه      | جومی                     | حضور افتخاری (قسمت ۱)  | [ ۷ ] |

### مجموعه اینترنتی
| سال  | عنوان      | نقش     | توضیحات | منابع |
| ---- | ---------- | ------- | ------- | ----- |
| 2019 | کاغذ کوتاه | یونگ آه | فصل ۴   | [ ۸ ] |

### برنامه تلویزیونی
| سال       | عنوان                | نقش               | توضیحات | منابع              |
| --------- | -------------------- | ----------------- | ------- | ------------------ |
| ۲۰۲۲–۲۰۲۴ | اس‌ان‌ال کره           | عضو گروه بازیگران | فصل ۳–۵ | [ ۸ ] [ ۹ ] [ ۱۰ ] |
| ۲۰۲۳      | داستان ترسناک نیمه‌شب | میزبان            | فصل ۳   | میزبان             |

## جوایز و نامزدی‌ها
| مراسم جوایز            | سال  | دسته                       | نامزد / اثر        | نتیجه | منابع  |
| ---------------------- | ---- | -------------------------- | ------------------ | ----- | ------ |
| جوایز سریال اژدهای آبی | ۲۰۲۳ | بهترین انترتینر تازه‌کار زن | اس‌ان‌ال کره (فصل ۳) | برنده | [ ۱۲ ] |
| جوایز اولین برند کره   | ۲۰۲۴ | جایزه هات آیکن             | کیم آه یونگ        | برنده | [ ۱۳ ] |